# Heinrich Reimers
Heinrich Reimers (* 8. April 1879 in Aurich; † 22. Juli 1942 in Aurich) war ein deutscher evangelischer Geistlicher und Publizist.

## Leben
Reimers entstammte einer alteingesessenen ostfriesischen Familie, die sich bis ins 15. Jahrhundert zurückverfolgen lässt. Nach dem Besuch des Gymnasiums Ulricianum in Aurich studierte er in Tübingen, Erlangen und Göttingen Theologie und Geschichte. 1902 schrieb er seine Dissertation unter dem Titel Die Quellen des Ubbo Emmius und wurde damit promoviert.
Er wirkte als Landpastor in den ostfriesischen Gemeinden Westerbur, Ochtelbur und Loga sowie auf der Insel Spiekeroog.
1910 heiratete er Eda von Eucken, die Tochter des zunächst Großherzoglich-Oldenburgischen Gesandten in Berlin und späteren Präsidenten der Ostfriesischen Landschaft, Exc. Dr. Georg von Eucken-Addenhausen.
Ausgedehnte Studienreisen führen Heinrich Reimers nach Rom, Wien, Stockholm, Groningen, Leeuwarden und verschiedene weitere Städte. Diese Aufenthalte nutzte er zu umfangreichen Quellenstudien im Hinblick auf die Geschichte seiner ostfriesischen Heimat.
Mehr als 200 Publikationen folgen aus seinen Forschungen. Besonders hervorzuheben ist seine Arbeit über die Bedeutung des Hauses Cirksena für Ostfriesland.
Die Gesellschaft für Bildende Kunst und Vaterländische Altertümer in Emden zeichnete ihn mit der Ehrenmitgliedschaft aus; die Friesch Genootschap und die Fryske Akademy in Leeuwarden sowie die Maatschappij vor Nederlandse Letterkunde und die Historische Kommission für Niedersachsen führten ihn als korrespondierendes Mitglied.
Mehrere ostfriesische Städte und Gemeinden ehrten ihn durch Benennung einer Straße.